# Artonne
Artonne é uma comuna francesa na região administrativa de Auvérnia-Ródano-Alpes, no departamento Puy-de-Dôme. Estende-se por uma área de 17,31 km². Em 2010 a comuna tinha 923 habitantes (densidade: 53,3 hab./km²).